# Uniwersytet Luksemburski
Uniwersytet Luksemburski (fr. Université du Luxembourg) – luksemburski uniwersytet, założony w 2003 roku.
Uczelnia dzieli się na trzy kampusy (Limpertsberg, Kirchberg-Plateau i Walferdange). Pierwsze dwa znajdują się na terenie miasta Luksemburg, a trzeci 8 km poza miastem.

## Wydziały
W ramach Uniwersytetu działają trzy wydziały:
- Wydział Nauk Ścisłych, Technologii i Komunikacji,
- Wydział Prawa, Ekonomii i Finansów,
- Wydział Lingwistyki, Humanistyki, Sztuki i Edukacji[1].